# 더 프린스 (2014년 영화)
《더 프린스》(영어: The Prince)는 미국에서 제작된 브라이언 A. 밀러 감독의 2014년 액션 스릴러 영화이다. 제이슨 패트릭, 브루스 윌리스, 존 큐색, 50 센트, 비 등이 출연하였다.

## 줄거리
정비사 폴은 기말고사가 끝나고 집에 오기로 한 대학생 딸 베스가 실종되자 마지막으로 알려진 소재지인 뉴올리언스로 향한다. 폴은 베스가 마약상 에디와 얽혔다가 곧 에디가 다루지 않는 더 센 약을 찾게 되었고, 현재는 지역 마약 대부 더 파머시와 동거 중이라는 걸 알게 된다.
더 파머시에게로 향하던 폴은 오마가 보낸 한 차량에게 쫓긴다. 과거 폴은 두목 오마 밑에서 청부 살인 업자로 일했으나 오마가 도시 전체를 삼키려는 욕심에 눈이 어두워져 지나치게 잔인해지자 그의 차에 폭탄을 장착했다가 오마 대신 그의 아내와 딸을 죽이고 말았다.
오마는 당시의 복수를 이제 실행하려는 참인데…

## 출연진
- 제이슨 패트릭 - 폴 역
- 브루스 윌리스 - 오마 역
- 존 큐색 - 샘 역: 예전 파트너.
- 50 센트 - 더 파머시 역
- 비 - 마크 역: 오마의 경호원 겸 고문.
- 제시카 라운즈 - 앤절라 역
- 지아 만테이니아 - 베스 역
- 보니 서머빌 - 수전 역
- 조너선 셱 - 프랭크 역
- 돈 하비 - 라일리 역: 에디의 삼촌.
- 타일러 존 올슨 - 에디 역
- 팀 필즈 - 지미 역
- 타라 홀트 - 캔디스 역
- 코트니 블라이스 터크 - 미건 역
- 제일린 무어 - 래피 역

## 기타 제작진
- 시각 효과 감독: 대니 S. 김